# 埃蘇克
18°45′N 1°10′E / 18.750°N 1.167°E
埃蘇克（法語：Essouk），是馬里的城鎮，位於該國東北部，由基達爾區的基達爾省負責管轄，面積25,000平方公里，海拔高度405米，2009年人口2,383，人口密度每平方公里0.1人。